# Contea di Tolna
Tolna è una contea dell'Ungheria meridionale.
Confina con le altre contee di Fejér, Bács-Kiskun, Baranya e Somogy; suo capoluogo è Szekszárd.

## Struttura della contea

### Capoluogo
- Szekszárd

### Città
(in ordine di abitanti secondo il censimento del 2001)
- Dombóvár (21 066)
- Paks (20 954)
- Bonyhád (14 401)
- Tolna (12 195)
- Tamási (9 830)
- Dunaföldvár (9212)
- Bátaszék (6 925)
- Simontornya (4606)

### Paesi
- Alsónána
- Alsónyék
- Aparhant
- Attala (Ungheria)
- Báta
- Bátaapáti
- Belecska
- Bikács
- Bogyiszló
- Bonyhádvarasd
- Bölcske
- Cikó
- Csibrák
- Csikóstőttős
- Dalmand
- Decs
- Diósberény
- Döbrököz
- Dunaszentgyörgy
- Dúzs
- Értény
- Fadd
- Fácánkert
- Felsőnána
- Felsőnyék
- Fürged
- Gerjen
- Grábóc
- Gyönk
- Györe
- Györköny
- Gyulaj
- Harc
- Hőgyész
- Iregszemcse
- Izmény
- Jágónak
- Kajdacs
- Kakasd
- Kalaznó
- Kapospula
- Kaposszekcső
- Keszőhidegkút
- Kéty
- Kisdorog
- Kismányok
- Kisszékely
- Kistormás
- Kisvejke
- Kocsola
- Koppányszántó
- Kölesd
- Kurd
- Lápafő
- Lengyel
- Madocsa
- Magyarkeszi
- Medina
- Miszla
- Mórágy
- Mőcsény
- Mucsfa
- Mucsi
- Murga
- Nagydorog
- Nagykónyi
- Nagymányok
- Nagyszékely
- Nagyszokoly
- Nagyvejke
- Nak
- Németkér
- Ozora
- Őcsény
- Pálfa
- Pincehely
- Pörböly
- Pusztahencse
- Regöly
- Sárpilis
- Sárszentlőrinc
- Sióagárd
- Szakadát
- Szakály
- Szakcs
- Szálka
- Szárazd
- Szedres
- Tengelic
- Tevel
- Tolnanémedi
- Udvari
- Újireg
- Varsád
- Váralja
- Várdomb
- Várong
- Závod
- Zomba